# Список награждённых Знаком отличия «За наставничество»
Список награждённых Знаком отличия «За наставничество» — государственной наградой Российской Федерации.

### 2018 год (8 человек)
1. Варухин, Николай Геннадьевич (15 марта 2018 года, № 107) — директор государственного областного автономного учреждения дополнительного образования «Морской центр капитана Варухина Н. Г.», Новгородская область[1].
2. Котельников, Геннадий Петрович (15 марта 2018 года, № 107) — ректор федерального государственного бюджетного образовательного учреждения высшего образования «Самарский государственный медицинский университет»[1].
3. Шалыто, Анатолий Абрамович (15 марта 2018 года, № 107) — главный научный сотрудник кафедры «Компьютерные технологии» федерального государственного автономного образовательного учреждения высшего образования «Санкт-Петербургский национальный исследовательский университет информационных технологий, механики и оптики»[1].
4. Нечаев, Алексей Геннадьевич (25 октября 2018 года, № 608) — учредитель и член Совета благотворительного фонда поддержки образовательных программ «КАПИТАНЫ», президент открытого акционерного общества «Фаберлик», город Москва[2].
5. Бармаков, Юрий Николаевич (13 ноября 2018 года, № 656) — первый заместитель научного руководителя федерального государственного унитарного предприятия Всероссийский научно-исследовательский институт автоматики им. Н. Л. Духова, город Москва[3]
6. Иванникова, Татьяна Ивановна (27 декабря 2018 года, № 756) — начальник учебного пункта акционерного общества «Разрез Березовский», Красноярский край[4].
7. Пугачёв, Николай Николаевич (27 декабря 2018 года, № 756) — машинист бульдозера акционерного общества «Разрез Назаровский», Красноярский край[4].
8. Шабловский, Александр Константинович (27 декабря 2018 года, № 756) — монтёр пути филиала акционерного общества «СУЭК-Красноярск» «Разрез Бородинский имени М. И. Щадова», Красноярский край[4].

### 2019 год (35 человек)
1. Бутова, Нина Васильевна (10 января 2019 года, № 5) — заместитель директора областного бюджетного учреждения социального обслуживания "Новгородский социально-реабилитационный центр для несовершеннолетних «Подросток»[5].
2. Новичков, Константин Валентинович (10 января 2019 года, № 5) — дозировщик горячего возврата публичного акционерного общества «Северсталь», Вологодская область[5].
3. Вайс, Светлана Александровна (27 февраля 2019 года, № 79) — начальник группы технического обучения отдела технического контроля и конструкторско-технологического обеспечения управления муниципального унитарного предприятия «Горэлектротранс» города Барнаула Алтайского края[6].
4. Черкасов, Алексей Владимирович (27 февраля 2019 года, № 79) — начальник цеха акционерного общества Алтайского вагоностроения, Алтайский край[6].
5. Черновалова, Татьяна Петровна (27 февраля 2019 года, № 79) — инженер-технолог акционерного общества Алтайского вагоностроения, Алтайский край[6].
6. Захарова, Раиса Алексеевна (28 марта 2019 года, № 132) — формовщик колбасных изделий открытого акционерного общества «Великоновгородский мясной двор», Новгородская область[7].
7. Кермас, Римма Юрьевна (28 марта 2019 года, № 132) — осмотрщик вагонов эксплуатационного вагонного депо Инская Западно-Сибирской дирекции инфраструктуры Центральной дирекции инфраструктуры — филиала открытого акционерного общества «Российские железные дороги», Новосибирская область[7].
8. Колмаков, Сергей Фёдорович (28 марта 2019 года, № 132) — советник отдела Управления по работе с ценностями Госфонда федерального казённого учреждения «Государственное учреждение по формированию Государственного фонда драгоценных металлов и драгоценных камней Российской Федерации, хранению, отпуску и использованию драгоценных металлов и драгоценных камней (Гохран России) при Министерстве финансов Российской Федерации», город Москва[7].
9. Никишина, Татьяна Игоревна (28 марта 2019 года, № 132) — главный эксперт отдела Управления по работе с ценностями Госфонда федерального казенного учреждения «Государственное учреждение по формированию Государственного фонда драгоценных металлов и драгоценных камней Российской Федерации, хранению, отпуску и использованию драгоценных металлов и драгоценных камней (Гохран России) при Министерстве финансов Российской Федерации», город Москва[7].
10. Николаева, Галина Яковлевна (28 марта 2019 года, № 132) — заместитель начальника отдела акционерного общества «Боровичский комбинат огнеупоров», Новгородская область[7].
11. Патрушева, Светлана Анатольевна (28 марта 2019 года, № 132) — заместитель главного маркшейдера разрезоуправления «Новошахтинское» — филиала общества с ограниченной ответственностью «Приморскуголь», Приморский край[7].
12. Тимохина, Марина Николаевна (28 марта 2019 года, № 132) — дежурный по железнодорожной станции Нева Санкт-Петербургского центра организации работы железнодорожных станций Октябрьской дирекции управления движением Центральной дирекции управления движением — филиала открытого акционерного общества «Российские железные дороги», город Санкт-Петербург[7].
13. Шевченко, Александр Дмитриевич (28 марта 2019 года, № 132) — механик сельскохозяйственного производственного кооператива колхоза племзавода имени Ленина, Ставропольский край[7].
14. Явленичев, Сергей Геннадьевич (28 марта 2019 года, № 132) — начальник смены акционерного общества «Апатит», Вологодская область[7].
15. Звонков, Сергей Витальевич (29 мая 2019 года, № 240) — машинист экскаватора акционерного общества «Разрез Тугнуйский», Республика Бурятия[8].
16. Чернышов, Николай Иванович (29 мая 2019 года, № 240) — учитель муниципального автономного общеобразовательного учреждения «Ленская средняя общеобразовательная школа» Пермского края[8].
17. Ерошенко, Галина Александровна (3 июля 2019 года, № 312) — главный научный сотрудник лаборатории федерального казённого учреждения здравоохранения «Российский научно-исследовательский противочумный институт „Микроб“», Саратовская область[9].
18. Свиридов, Сергей Васильевич (3 июля 2019 года, № 312) — старший электромеханик участка связи и радиосвязи Ижевского регионального центра связи Нижегородской дирекции связи Центральной станции связи — филиала открытого акционерного общества «Российские железные дороги», Пермский край[9].
19. Смирнова, Нина Ивановна (3 июля 2019 года, № 312) — главный научный сотрудник лаборатории федерального казённого учреждения здравоохранения «Российский научно-исследовательский противочумный институт „Микроб“», Саратовская область[9].
20. Топольницкий, Иван Леонидович (3 июля 2019 года, № 312) — водитель погрузчика автотранспортного объединения «ЦА ТК» Заполярного филиала публичного акционерного общества "Горно-металлургическая компания «Норильский никель», Красноярский край[9].
21. Веремей, Виктор Иванович (9 августа 2019 года, № 373) — электрослесарь подземный шахты «Полысаевская» акционерного общества «СУЭК-Кузбасс», Кемеровская область — Кузбасс[10].
22. Егоренко, Эдуард Николаевич (9 августа 2019 года, № 373) — горнорабочий подземный шахты имени С. М. Кирова акционерного общества «СУЭК-Кузбасс», Кемеровская область — Кузбасс[10].
23. Морозов, Евгений Борисович (9 августа 2019 года, № 373) — подземный машинист горных выемочных машин шахты имени А. Д. Рубана акционерного общества «СУЭК-Кузбасс», Кемеровская область — Кузбасс[10].
24. Суворин, Вадим Викторович (9 августа 2019 года, № 373) — подземный электрослесарь шахты имени В. Д. Ялевского акционерного общества «СУЭК-Кузбасс», Кемеровская область — Кузбасс[10].
25. Каюрин, Владимир Петрович (23 августа 2019 года, № 392) — начальник участка моторвагонного депо Санкт-Петербург — Московское Октябрьской дирекции моторвагонного подвижного состава Центральной дирекции моторвагонного подвижного состава — филиала открытого акционерного общества «Российские железные дороги», город Санкт-Петербург[11].
26. Макеева, Антонина Ивановна (23 августа 2019 года, № 392) — мастер производственного обучения государственного бюджетного профессионального образовательного учреждения Республики Мордовия «Саранский политехнический техникум»[11].
27. Пашков, Александр Николаевич (23 августа 2019 года, № 392) — заведующий кафедрой федерального государственного бюджетного образовательного учреждения высшего образования «Воронежский государственный медицинский университет имени Н. Н. Бурденко»[11].
28. Романенко, Сергей Яковлевич (23 августа 2019 года, № 392) — заведующий дневным стационаром Калужского филиала федерального государственного автономного учреждения "Национальный медицинский исследовательский центр «Межотраслевой научно-технический комплекс „Микрохирургия глаза“ имени академика С. И. Фёдорова»", Калужская область[11].
29. Староверов, Николай Вячеславович (23 августа 2019 года, № 392) — водитель автомобиля муниципального унитарного предприятия «Череповецкая автоколонна № 1456», Вологодская область[11].
30. Штерн, Любовь Викторовна (4 октября 2019 года, № 479) — эксперт государственного казённого учреждения Тульской области «Экспертиза»[12].
31. Адамянц, Тигран Владимирович (21 октября 2019 года, № 506) — старший преподаватель кафедры федерального государственного автономного образовательного учреждения высшего образования «Московский государственный институт международных отношений (университет) Министерства иностранных дел Российской Федерации»[13].
32. Калабекова, Людмила Урусхановна (21 октября 2019 года, № 506) — старший преподаватель кафедры федерального государственного автономного образовательного учреждения высшего образования «Московский государственный институт международных отношений (университет) Министерства иностранных дел Российской Федерации»[13].
33. Козлова, Ирина Григорьевна (11 ноября 2019 года, № 546) — специалист по персоналу управления персоналом филиала публичного акционерного общества «Федеральная гидрогенерирующая компания — РусГидро» — «Каскад Верхневолжских ГЭС», Ярославская область[14].
34. Яблоков, Юрий Иванович (11 ноября 2019 года, № 546) — слесарь-инструментальщик акционерного общества «Горевский горно-обогатительный комбинат», Красноярский край[14].
35. Талагаев, Сергей Александрович (27 декабря 2019 года, № 622) — первый заместитель директора — главный инженер филиала публичного акционерного общества «Федеральная гидрогенерирующая компания — РусГидро» — «Волжская ГЭС», Волгоградская область[15].

### 2020 год (15 человек)
1. Беляков, Илья Владимирович (10 февраля 2020 года, № 102) — международный эксперт Союза "Агентство развития профессиональных сообществ и рабочих кадров «Молодые профессионалы (Ворлдскиллс Россия)», город Москва[16].
2. Каплатый, Дмитрий Викторович (10 февраля 2020 года, № 102) — заместитель директора департамента публичного акционерного общества «Федеральная гидрогенерирующая компания — РусГидро», Красноярский край[16].
3. Попков, Андрей Александрович (10 февраля 2020 года, № 102) — оператор станков с программным управлением акционерного общества «Новосибирский приборостроительный завод»[16].
4. Рудаков, Дмитрий Валерьевич (10 февраля 2020 года, № 102) — оператор технологических установок общества с ограниченной ответственностью «ЛУКОЙЛПермнефтеоргсинтез», Пермский край[16].
5. Егошкин, Валерий Евгеньевич (20 марта 2020 года, № 198) — Чрезвычайный и Полномочный Посол в отставке[17].
6. Климова, Тамара Ефимовна (20 марта 2020 года, № 198) — ведущий специалист по обучению отдела по подбору и обучению персонала департамента по работе с персоналом обособленного подразделения общества с ограниченной ответственностью Управляющая компания «Чайковский текстиль», Пермский край[17].
7. Кухтин, Андрей Николаевич (16 апреля 2020 года, № 271) — машинист-инструктор локомотивных бригад эксплуатационного локомотивного депо Барнаул Западно-Сибирской дирекции тяги Дирекции тяги — филиала открытого акционерного общества «Российские железные дороги», Алтайский край[18].
8. Сулиманов, Рушан Абдулхакович (24 апреля 2020 года, № 286) — заведующий отделением государственного областного бюджетного учреждения здравоохранения «Новгородская областная клиническая больница»[19].
9. Малеев, Виктор Васильевич (8 июня 2020 года, № 380) — советник директора по научной работе федерального бюджетного учреждения науки «Центральный научно-исследовательский институт эпидемиологии», город Москва[20].
10. Гамоюнова, Ольга Викторовна (29 июня 2020 года, № 431) — начальник железнодорожного вокзала Тула-1 Московской региональной дирекции железнодорожных вокзалов Дирекции железнодорожных вокзалов — филиала открытого акционерного общества «Российские железные дороги», Тульская область[21].
11. Шустов, Олег Иванович (20 июля 2020 года, № 467) — взрывник рудника «Скалистый» Заполярного филиала публичного акционерного общества "Горно-металлургическая компания «Норильский никель», Красноярский край[22].
12. Виниченко, Александр Степанович (21 сентября 2020 года, № 575) — слесарь-инструментальщик акционерного общества «Алтайский завод агрегатов», Алтайский край[23].
13. Деревянченко, Владимир Петрович (21 сентября 2020 года, № 575) — преподаватель Екатеринбург-Сортировочного подразделения Свердловского учебного центра профессиональных квалификаций Свердловской железной дороги — филиала открытого акционерного общества «Российские железные дороги»[23].
14. Туманов, Дмитрий Александрович (21 сентября 2020 года, № 575) — директор государственного бюджетного учреждения «Республиканский Центр по поддержке творчески одарённых детей и молодёжи „Созвездие-Йолдызлык“», Республика Татарстан[23].
15. Чуклина, Раиса Захаровна (21 сентября 2020 года, № 575) — архивист отдела Аппарата Администрации Ненецкого автономного округа[23].

### 2021 год (17 человек)
1. Чегодаев, Виктор Борисович (29 марта 2021 года, № 182) — механизатор (докер-механизатор) комплексной бригады на погрузочно-разгрузочных работах Хабаровской механизированной дистанции погрузочно-разгрузочных работ и коммерческих операций Дальневосточной дирекции по управлению терминально-складским комплексом Центральной дирекции по управлению терминально-складским комплексом — филиала открытого акционерного общества «Российские железные дороги», Хабаровский край[24].
2. Антипина, Людмила Дмитриевна (6 апреля 2021 года, № 195) — звукорежиссёр группы информационных телевизионных и радиовещательных программ территориального отделения в городе Нарьян-Маре филиала федерального государственного унитарного предприятия «Всероссийская государственная телевизионная и радиовещательная компания» "Государственная телевизионная и радиовещательная компания «Поморье», Ненецкий автономный округ[25].
3. Коняева, Татьяна Николаевна (6 апреля 2021 года, № 195) — главный бухгалтер государственного бюджетного учреждения Ненецкого автономного округа «Издательский дом Ненецкого автономного округа»[25].
4. Батурин, Владимир Вячеславович (11 мая 2021 года, № 269) — директор краевого государственного автономного профессионального образовательного учреждения «Красноярский колледж сферы услуг и предпринимательства»[26].
5. Евстратова, Евгения Николаевна (11 мая 2021 года, № 269) — начальник отдела развития гражданской и муниципальной службы управления государственной службы и кадровой политики Правительства Ярославской области[26].
6. Абдуллов, Рамиль Усманович (25 июля 2021 года, № 434) — аппаратчик пиролиза завода этилена публичного акционерного общества «Нижнекамскнефтехим», Республика Татарстан[27].
7. Боголицын, Константин Григорьевич (25 июля 2021 года, № 434) — заведующий кафедрой федерального государственного автономного образовательного учреждения высшего образования «Северный (Арктический) федеральный университет имени М. В. Ломоносова», Архангельская область[27].
8. Меринов, Евгений Викторович (25 июля 2021 года, № 434) — слесарь дежурный и по ремонту оборудования филиала «Бачатский угольный разрез» акционерного общества "Угольная компания «Кузбассразрезуголь», Кемеровская область — Кузбасс[27].
9. Рождественский, Владимир Владимирович (24 августа 2021 года, № 488) — советник президента акционерного общества «ТВЭЛ», город Москва[28].
10. Бахтин, Сергей Анатольевич (1 октября 2021 года, № 558) — декан факультета федерального государственного бюджетного образовательного учреждения высшего образования «Сибирский государственный университет путей сообщения», Новосибирская область[29].
11. Валиуллина, Надежда Александровна (3 октября 2021 года, № 570) — работник животноводческого комплекса акционерного общества «Ненецкая агропромышленная компания»[30].
12. Горюнов, Алексей Фёдорович (3 октября 2021 года, № 570) — машинист-инструктор локомотивных бригад по контролю на линии эксплуатационного локомотивного депо Карасук Западно-Сибирской дирекции тяги Дирекции тяги — филиала открытого акционерного общества «Российские железные дороги», Новосибирская область[30].
13. Мальцева, Елена Алексеевна (3 октября 2021 года, № 570) — дежурный по железнодорожной станции Пыть-Ях Сургутского центра организации работы железнодорожных станций Свердловской дирекции управления движением Центральной дирекции управления движением — филиала открытого акционерного общества «Российские железные дороги», Ханты-Мансийский автономный округ — Югра[30].
14. Серов, Андрей Валентинович (14 октября 2021 года, № 590) — оператор дистанционного пульта управления в химическом производстве акционерного общества «Апатит», Вологодская область[31].
15. Смирнов, Валерий Леонидович (14 октября 2021 года, № 590) — начальник смены отделения Волховского филиала акционерного общества «Апатит», Ленинградская область[31].
16. Недашковский, Эдуард Владимирович (8 ноября 2021 года, № 623) — профессор кафедры федерального государственного бюджетного образовательного учреждения высшего образования «Северный государственный медицинский университет», Архангельская область[32].
17. Сорогин, Сергей Николаевич (24 ноября 2021 года, № 671) — главный механик Серовского территориального участка Свердловской дирекции по тепловодоснабжению Центральной дирекции по тепловодоснабжению — филиала открытого акционерного общества «Российские железные дороги», Свердловская область[33].

### 2022 год (34 человека)
1. Григорьева, Татьяна Владимировна (21 февраля 2022 года, № 70) — старший электромеханик Ишимской дистанции сигнализации, централизации и блокировки Свердловской дирекции инфраструктуры Центральной дирекции инфраструктуры — филиала открытого акционерного общества «Российские железные дороги», Тюменская область[34].
2. Крюков, Роман Андреевич (21 февраля 2022 года, № 70) — водитель автобуса общества с ограниченной ответственностью «Пассажирское автотранспортное предприятие № 2», Вологодская область[34].
3. Савченко, Татьяна Александровна (21 февраля 2022 года, № 70) — учитель государственного бюджетного общеобразовательного учреждения Ненецкого автономного округа «Средняя школа № 3»[34].
4. Устинов, Владислав Михайлович (21 февраля 2022 года, № 70) — мастер участка пункта технического обслуживания грузовых вагонов станции Пермь-Сортировочная эксплуатационного вагонного депо Пермь-Сортировочная Свердловской дирекции инфраструктуры Центральной дирекции инфраструктуры — филиала открытого акционерного общества «Российские железные дороги», Пермский край[34].
5. Фролов, Вячеслав Александрович (21 февраля 2022 года, № 70) — машинист электровоза эксплуатационного локомотивного депо Пермь-Сортировочная Свердловской дирекции тяги Дирекции тяги — филиала открытого акционерного общества «Российские железные дороги», Пермский край[34].
6. Баканова, Ирина Викторовна (18 апреля 2022 года, № 212) — директор областного государственного бюджетного учреждения социального обслуживания «Комплексный центр социального обслуживания „Доверие“ в г. Димитровграде», Ульяновская область[35].
7. Каширская, Ольга Петровна (18 апреля 2022 года, № 212) — главный специалист управления образования администрации муниципального образования Оренбургский район Оренбургской области[35].
8. Кононов, Сергей Борисович (18 апреля 2022 года, № 212) — главный инженер Свердловской дирекции снабжения Центральной дирекции закупок и снабжения — филиала открытого акционерного общества «Российские железные дороги», Свердловская область[35].
9. Лутфуллина, Юлия Фаритовна (18 апреля 2022 года, № 212) — учитель муниципального бюджетного общеобразовательного учреждения «Асекеевская средняя общеобразовательная школа» Асекеевского района Оренбургской области[35].
10. Новиков, Виталий Евгеньевич (18 апреля 2022 года, № 212) — начальник Пресненского подразделения Московского учебного центра профессиональных квалификаций Московской железной дороги — филиала открытого акционерного общества «Российские железные дороги», город Москва[35].
11. Шишкин, Иван Анатольевич (4 мая 2022 года, № 251) — машинист электровоза Кировского филиала акционерного общества «Апатит», Мурманская область[36].
12. Баткар, Чайзатмаа Чоодуевна (18 мая 2022 года, № 290) — врач государственного бюджетного учреждения здравоохранения Республики Тыва «Республиканская детская больница»[37].
13. Воронин, Сергей Николаевич (18 мая 2022 года, № 290) — советник при ректорате федерального государственного бюджетного образовательного учреждения высшего образования «Уральский государственный экономический университет», Свердловская область[37].
14. Ворсин, Михаил Фёдорович (18 мая 2022 года, № 290) — дежурный по сортировочной горке железнодорожной станции Екатеринбург-Сортировочный Свердловской дирекции управления движением Центральной дирекции управления движением — филиала открытого акционерного общества «Российские железные дороги», Свердловская область[37].
15. Дермер, Борис Викторович (18 мая 2022 года, № 290) — директор государственного автономного профессионального образовательного учреждения Саратовской области «Губернаторский автомобильно-электромеханический техникум»[37].
16. Квасникова, Лилия Алексеевна (18 мая 2022 года, № 290) — директор муниципального бюджетного общеобразовательного учреждения Красноярской средней общеобразовательной школы Илекского района Оренбургской области[37].
17. Левина, Ирина Анатольевна (18 мая 2022 года, № 290) — директор государственного бюджетного профессионального образовательного учреждения «Свердловский областной медицинский колледж»[37].
18. Сиразитдинова, Алевтина Кыргысовна (18 мая 2022 года, № 290) — врач государственного бюджетного учреждения здравоохранения Республики Тыва «Республиканский онкологический диспансер»[37].
19. Феджова, Ольга Михайловна (18 мая 2022 года, № 290) — мастер производственного обучения государственного бюджетного профессионального образовательного учреждения Республики Мордовия «Саранский политехнический техникум»[37].
20. Монгуш, Херелмаа Дагбаевна (20 июня 2022 года, № 385) — руководитель регионального сосудистого центра государственного бюджетного учреждения здравоохранения Республики Тыва «Республиканская больница № 1»[38].
21. Агафонова, Ирина Михайловна (15 июля 2022 года, № 456) — начальник отдела Сургутской дистанции гражданских сооружений Свердловской дирекции по эксплуатации зданий и сооружений Свердловской железной дороги — филиала открытого акционерного общества «Российские железные дороги», Ханты-Мансийский автономный округ — Югра[39].
22. Атаманов, Сергей Викторович (15 июля 2022 года, № 456) — машинист электровоза эксплуатационного локомотивного депо Курск-Сортировочный Московской дирекции тяги Дирекции тяги — филиала открытого акционерного общества «Российские железные дороги», Курская область[39].
23. Карасев, Роман Евгеньевич (15 июля 2022 года, № 456) — начальник пожарноспасательной службы федерального государственного бюджетного образовательного учреждения высшего образования «Донской государственный технический университет», Ростовская область[39].
24. Фомина, Галина Григорьевна (15 июля 2022 года, № 456) — консультант исполнительной дирекции Ассоциации «Совет муниципальных образований Тульской области», председатель Общественной палаты Тульской области[39].
25. Малова, Наталья Анатольевна (25 августа 2022 года, № 572) — начальник санитарно-промышленной лаборатории центра аналитики и контроля качества Волховского филиала акционерного общества «Апатит», Ленинградская область[40]
26. Царский, Сергей Николаевич (7 октября 2022 года, № 713) — преподаватель-организатор муниципального автономного общеобразовательного учреждения «Школа № 23 города Благовещенска», Амурская область[41]
27. Герасимов, Юрий Владимирович (12 октября 2022 года, № 732) — водитель автобуса общества с ограниченной ответственностью «ЛогистикаСервис», Самарская область[42]
28. Завьялов, Алексей Егорович (12 декабря 2022 года, № 910) — заведующий отделением краевого государственного бюджетного учреждения здравоохранения «Алтайский краевой клинический центр охраны материнства и детства»[43].
29. Литуева, Татьяна Петровна (12 декабря 2022 года, № 910) — главная медицинская сестра акционерного общества "Санаторий «Россия», Алтайский край[43].
30. Новиков, Сергей Анатольевич (12 декабря 2022 года, № 910) — мастер по добыче нефти, газа и конденсата Куединского нефтегазопромысла общества с ограниченной ответственностью «ЛУКОЙЛ-ПЕРМЬ», Пермский край[43].
31. Новиков, Сергей Владимирович (12 декабря 2022 года, № 910) — мастер участка производства Минераловодского территориального участка Северо-Кавказской дирекции по тепловодоснабжению Центральной дирекции по тепловодоснабжению — филиала открытого акционерного общества «Российские железные дороги», Кабардино-Балкарская Республика[43].
32. Староверов, Владимир Александрович (12 декабря 2022 года, № 910) — преподаватель кафедры военного учебного центра при федеральном государственном автономном образовательном учреждении высшего образования «Сибирский федеральный университет», Красноярский край[43].
33. Страдзе, Нина Яковлевна (12 декабря 2022 года, № 910) — врач краевого государственного бюджетного учреждения здравоохранения «Детская стоматологическая поликлиника № 2, г. Барнаул», Алтайский край[43].
34. Овсянникова, Наталья Николаевна (30 декабря 2022 года, № 980) — старший инженер отделения центральной лаборатории акционерного общества «Уралэлектромедь», Свердловская область[44].

### 2023 год (35 человек)
1. Деревягина, Вера Евгеньевна (26 января 2023 года, № 37) — старший мастер государственного бюджетного профессионального образовательного учреждения Ненецкого автономного округа «Ненецкое профессиональное училище»[45].
2. Карлихин, Юрий Владимирович (26 января 2023 года, № 37) — электросварщик аргонодуговой сварки акционерного общества «Каширский завод металлоконструкций и котлостроения», Московская область[45].
3. Шихова, Елена Алексеевна (26 января 2023 года, № 37) — оператор поста управления стана горячей прокатки публичного акционерного общества «Северсталь», Вологодская область[45].
4. Громов, Виктор Валентинович (11 февраля 2023 года, № 81) — начальник цеха дирекции по производству общества с ограниченной ответственностью «БАРНАУЛЬСКИЙ ВОДОКАНАЛ», Алтайский край[46].
5. Стариков, Сергей Валентинович (11 февраля 2023 года, № 81)— заведующий отделом государственного бюджетного учреждения здравоохранения Республики Коми «Бюро судебно-медицинской экспертизы»[46].
6. Окулова, Нина Юрьевна (27 февраля 2023 года, № 123), Кировская область[47].
7. Плеснёв, Александр Юрьевич (27 февраля 2023 года, № 123) — педагог дополнительного образования государственного бюджетного общеобразовательного учреждения «Нижегородская кадетская школа», спасатель поисковоспасательной службы федерального государственного казённого учреждения «Приволжский региональный поисково-спасательный отряд МЧС России»[47].
8. Чебакова, Наталья Юрьевна (27 февраля 2023 года, № 123) — член Омской местной общественной организации «Совет ветеранов педагогического труда»[47].
9. Чешаева, Нина Георгиевна (27 февраля 2023 года, № 123), Кировская область[47].
10. Бушуева, Светлана Изосимовна (28 февраля 2023 года, № 133) — преподаватель государственного бюджетного учреждения дополнительного образования Ненецкого автономного округа «Детская школа искусств»[48].
11. Коткин, Василий Анисимович (28 февраля 2023 года, № 133) — старший машинист двигателей внутреннего сгорания жилищно-коммунального участка «Несь» муниципального предприятия Заполярного района «Севержилкомсервис», Ненецкий автономный округ[48].
12. Числов, Дмитрий Анатольевич (12 апреля 2023 года, № 263) — заместитель директора Департамента внутренней политики Свердловской области[49]
13. Ким Ок Дя (27 апреля 2023 года, № 304) — начальник железнодорожной станции Пугачёво-Сахалинское Сахалинского центра организации работы железнодорожных станций Дальневосточной дирекции управления движением Центральной дирекции управления движением — филиала открытого акционерного общества «Российские железные дороги», Сахалинская область[50]
14. Степаненко, Валерий Фёдорович (27 апреля 2023 года, № 304) — заведующий лабораторией Медицинского радиологического научного центра имени А. Ф. Цыба — филиала федерального государственного бюджетного учреждения «Национальный медицинский исследовательский центр радиологии», Калужская область[50]
15. Синявская, Тамара Ильинична (24 мая 2023 года, № 374) — заведующая кафедрой вокального искусства федерального государственного бюджетного образовательного учреждения высшего образования «Российский институт театрального искусства — ГИТИС», город Москва[51]
16. Евсеенков, Виталий Станиславович (6 июня 2023 года, № 416) — машинист-инструктор локомотивных бригад эксплуатационного локомотивного депо Барнаул Западно-Сибирской дирекции тяги Дирекции тяги — филиала открытого акционерного общества «Российские железные дороги», Алтайский край[52].
17. Моисеев, Владимир Викторович (6 июня 2023 года, № 416) — машинист-инструктор локомотивных бригад эксплуатационного локомотивного депо Барнаул Западно-Сибирской дирекции тяги Дирекции тяги — филиала открытого акционерного общества «Российские железные дороги», Алтайский край[52].
18. Аллагулов, Артур Минехатович (9 июня 2023 года, № 420) — заведующий кафедрой федерального государственного бюджетного образовательного учреждения высшего образования «Оренбургский государственный педагогический университет»[53].
19. Шило, Владимир Александрович (27 июня 2023 года, № 477) — старший научный сотрудник лаборатории федерального государственного бюджетного учреждения науки Института систематики и экологии животных Сибирского отделения Российской академии наук, Новосибирская область[54].
20. Брежнева, Валентина Владимировна (10 июля 2023 года, № 512) — декан факультета федерального государственного бюджетного образовательного учреждения высшего образования «Санкт-Петербургский государственный институт культуры»[55].
21. Кряжева-Карцева, Елена Валерьевна (10 июля 2023 года, № 512) — доцент кафедры федерального государственного автономного образовательного учреждения высшего образования «Российский университет дружбы народов имени Патриса Лумумбы», город Москва[55].
22. Левичев, Сергей Георгиевич (10 июля 2023 года, № 512) — старший электромеханик Новосибирской дистанции сигнализации, централизации и блокировки Западно-Сибирской дирекции инфраструктуры Центральной дирекции инфраструктуры - филиала открытого акционерного общества «Российские железные дороги», Новосибирская область[55].
23. Муталлапова, Любовь Валентиновна (10 июля 2023 года, № 512) — сигналист станции Пермь-Сортировочная Свердловской дирекции управления движением Центральной дирекции управления движением - филиала открытого акционерного общества «Российские железные дороги», Пермский край[55].
24. Сазонова, Людмила Александровна (10 июля 2023 года, № 512) — профессор кафедры федерального государственного бюджетного образовательного учреждения высшего образования «Российский государственный институт сценических искусств», город Санкт-Петербург[55].
25. Мартынов, Сергей Егорович (20 июля 2023 года, № 538) — машинист электровоза эксплуатационного локомотивного депо Пермь-Сортировочная Свердловской дирекции тяги Дирекции тяги — филиала открытого акционерного общества «Российские железные дороги», Пермский край[56].
26. Ребров, Алексей Викторович (20 июля 2023 года, № 538) — машинист-инструктор локомотивных бригад эксплуатационного локомотивного депо Зима Восточно-Сибирской дирекции тяги Дирекции тяги — филиала открытого акционерного общества «Российские железные дороги», Иркутская область[56].
27. Шпаковский, Александр Анатольевич (20 июля 2023 года, № 538) — машинист-конструктор локомотивных бригад эксплуатационного локомотивного депо Вихоревка Восточно-Сибирской дирекции тяги Дирекции тяги — филиала открытого акционерного общества «Российские железные дороги», Иркутская область[56].
28. Черняева, Любовь Леонидовна (8 августа 2023 года, № 594) — преподаватель государственного бюджетного учреждения дополнительного образования Ненецкого автономного округа «Детская школа искусств»[57].
29. Зотова, Тамара Васильевна (25 августа 2023 года, № 643) — воспитатель государственного бюджетного дошкольного образовательного учреждения Ненецкого автономного округа «Центр развития ребёнка — детский сад «Гнёздышко»[58].
30. Корзухина, Галина Дмитриевна (25 августа 2023 года, № 643) — учитель муниципального казённого общеобразовательного учреждения «Средняя общеобразовательная школа № 2 им. И.С.Унковского» посёлка Воротынска Бабынинского района Калужской области[58].
31. Смолин, Алексей Андреевич (3 октября 2023 года, № 740) — машинист-инструктор локомотивных бригад эксплуатационного локомотивного депо Абакан-II Красноярской дирекции тяги Дирекции тяги — филиала открытого акционерного общества «Российский железные дороги», Республика Хакасия[59].
32. Кузнецова, Наталья Владимировна (4 декабря 2023 года, № 919) — учитель муниципального бюджетного общеобразовательного учреждения «Средняя общеобразовательная школа № 3 имени Героя Советского Союза П.М.Однобокова города Георгиевска», Ставропольский край[60].
33. Медведева, Галина Брониславовна (4 декабря 2023 года, № 919) — директор государственного бюджетного профессионального образовательного учреждения Ненецкого автономного округа «Ненецкое профессиональное училище»[60].
34. Мощенский, Александр Борисович (4 декабря 2023 года, № 919) — старший электромеханик Санкт-Петербургского регионального центра связи Октябрьской дирекции связи Центральной станции связи — филиала открытого акционерного общества «Российские железные дороги», город Санкт-Петербург[60].
35. Ладаева, Нелли Михайловна (21 декабря 2023 года, № 977) — учитель областного государственного казённого общеобразовательного учреждения «Ивановская коррекционная школа № 2»[61].

### 2024 год (155 человек)
1. Дубровин, Андрей Николаевич (5 февраля 2024 года, № 90) — пилот-инструктор центра профессиональной подготовки лётного состава открытого акционерного общества Авиакомпания «Уральские авиалинии», Свердловская область[62].
2. Попов, Юрий Геннадьевич (5 февраля 2024 года, № 90) — старший инструктор департамента профессиональной подготовки инженерно-технического персонала авиационного технического центра открытого акционерного общества Авиакомпания «Уральские авиалинии», Свердловская область[62].
3. Блинова, Азалия Всеволодовна (8 февраля 2024 года, № 108) — профессор кафедры федерального государственного бюджетного образовательного учреждения высшего образования «Екатеринбургский государственный театральный институт», Свердловская область[63].
4. Бугаева, Ирина Александровна (8 февраля 2024 года, № 108) — методист муниципального бюджетного учреждения дополнительного образования города Абакана «Центр детского творчества», Республика Хакасия[63].
5. Верхотурова, Надежда Анатольевна (8 февраля 2024 года, № 108) — заместитель директора по учебно-воспитательной работе муниципального бюджетного общеобразовательного учреждения города Абакана «Средняя общеобразовательная школа № 1», Республика Хакасия[63].
6. Гришина, Тамара Александровна (8 февраля 2024 года, № 108) — учитель муниципального казённого общеобразовательного учреждения «Средняя общеобразовательная школа № 2», город Людиново Калужской области[63].
7. Козлова, Валентина Анатольевна — учителя муниципального казённого общеобразовательного учреждения Островского муниципального округа Костромской области «Островская средняя общеобразовательная школа»[63].
8. Кудрявцева, Ольга Андреевна (8 февраля 2024 года, № 108) — учитель муниципального бюджетного общеобразовательного учреждения «Средняя общеобразовательная школа № 15» города Калуги[63].
9. Махова, Ирина Евгеньевна (8 февраля 2024 года, № 108) — учитель муниципального бюджетного общеобразовательного учреждения города Костромы «Средняя общеобразовательная школа № 35»[63].
10. Смирнова, Альфия Абдрахимовна (8 февраля 2024 года, № 108) — учитель муниципального бюджетного общеобразовательного учреждения города Костромы «Лицей № 17»[63].
11. Толмачёва, Надежда Яковлевна (8 февраля 2024 года, № 108) — заведующая центром государственного автономного образовательного учреждения Республики Хакасия дополнительного профессионального образования «Хакасский институт развития образования и повышения квалификации»[63].
12. Широглазова, Надежда Николаевна (8 февраля 2024 года, № 108) — учитель муниципального бюджетного общеобразовательного учреждения города Абакана «Гимназия», Республика Хакасия[63].
13. Агафонцева, Анжелика Вадимовна (1 марта 2024 года, № 149) — заместитель директора по воспитательной работе муниципального бюджетного общеобразовательного учреждения «Гимназия № 24» города Калуги[64].
14. Вшивков, Евгений Борисович (1 марта 2024 года, № 149) — машинист электровоза эксплуатационного локомотивного депо Пермь-Сортировочная Свердловской дирекции тяги Дирекции тяги — филиала открытого акционерного общества «Российские железные дороги», Пермский край[64].
15. Горшкова, Ирина Ивановна (1 марта 2024 года, № 149) — заместитель директора по учебно-воспитательной работе муниципального казённого общеобразовательного учреждения «Лев-Толстовская средняя общеобразовательная школа», Калужская область[64].
16. Кириченко, Ирина Ивановна (1 марта 2024 года, № 149) — заведующая муниципальным бюджетным дошкольным образовательным учреждением города Абакана «Центр развития ребенка — детский сад «Кристаллик», Республика Хакасия[64].
17. Косиньков, Роман Николаевич (1 марта 2024 года, № 149) — машинист тепловоза эксплуатационного локомотивного депо Воронеж-Курский Юго Восточной дирекции тяги Дирекции тяги — филиала открытого акционерного общества «Российские железные дороги», Воронежская область[64].
18. Лобова, Галина Николаевна (1 марта 2024 года, № 149) — заместитель директора по учебно-воспитательной работе муниципального казённого общеобразовательного учреждения «Перемышльская средняя общеобразовательная школа», Калужская область[64].
19. Салангина, Елена Викторовна (1 марта 2024 года, № 149) — директор муниципального бюджетного общеобразовательного учреждения «Средняя общеобразовательная школа № 20», город Черногорск Республики Хакасия[64].
20. Фролов, Юрий Геннадьевич (1 марта 2024 года, № 149) — начальник железнодорожного вокзала станции Сорочинская Южно-Уральской дирекции пассажирских обустройств Центральной дирекции пассажирских обустройств — филиала открытого акционерного общества «Российские железные дороги», Оренбургская область[64].
21. Яковлева, Ирина Лаврентьевна (1 марта 2024 года, № 149) — директор муниципального бюджетного общеобразовательного учреждения города Абакана «Лицей имени Н.Г.Булакина», Республика Хакасия[64].
22. Александров, Дмитрий Александрович (14 марта 2024 года, № 187) — составитель поездов станции Пермь II Пермского центра организации работы железнодорожных станций Свердловской дирекции управления движением Центральной дирекции управления движением — филиала открытого акционерного общества «Российские железные дороги», Пермский край[65].
23. Бабунов, Вячеслав Валерьевич (14 марта 2024 года, № 187) — машинист-инструктор локомотивных бригад эксплуатационного локомотивного депо Каменск-Уральский Свердловской дирекции тяги Дирекции тяги — филиала открытого акционерного общества «Российские железные дороги», Свердловская область[65].
24. Баторов, Евгений Владимирович (14 марта 2024 года, № 187) — машинист электровоза эксплуатационного локомотивного депо Иркутск-Сортировочный Восточно-Сибирской дирекции тяги Дирекции тяги — филиала открытого акционерного общества «Российские железные дороги», Иркутская область[65].
25. Васильев, Сергей Викторович (14 марта 2024 года, № 187) — машинист электровоза эксплуатационного локомотивного депо Россошь Юго-Восточной дирекции тяги Дирекции тяги — филиала открытого акционерного общества «Российские железные дороги», Воронежская область[65].
26. Игошева, Людмила Борисовна (14 марта 2024 года, № 187) — учитель муниципального автономного общеобразовательного учреждения лицея № 110 имени Л. К. Гришиной, город Екатеринбург Свердловской области[65].
27. Кулешова, Елена Ивановна (14 марта 2024 года, № 187) — методист муниципального автономного учреждения дополнительного образования «Межшкольный учебный комбинат «Эврика», город Новый Уренгой Ямало-Ненецкого автономного округа[65].
28. Солтис, Нина Анатольевна (14 марта 2024 года, № 187) — заместитель директора государственного бюджетного профессионального образовательного учреждения Новосибирской области «Новосибирский колледж систем связи и сервиса»[65].
29. Тузикова, Лариса Дмитриевна (14 марта 2024 года, № 187) — учитель муниципального автономного общеобразовательного учреждения города Новосибирска «Гимназия № 7 «Сибирская»[65].
30. Капилина, Лидия Дмитриевна (11 апреля 2024 года, № 253) — советник отдела федерального казённого учреждения «Государственное учреждение по формированию Государственного фонда драгоценных металлов и драгоценных камней Российской Федерации, хранению, отпуску и использованию драгоценных металлов и драгоценных камней (Гохран России) при Министерстве финансов Российской Федерации»[66].
31. Кузнецова, Светлана Валентиновна (11 апреля 2024 года, № 253) — учитель муниципального бюджетного общеобразовательного учреждения «Гимназия № 2 «Квантор», город Коломна Московской области[66].
32. Нерсесян, Владимир Иванович (11 апреля 2024 года, № 253) — методист государственного бюджетного профессионального образовательного учреждения Московской области «Щёлковский колледж»[66].
33. Офицерова, Жанна Викторовна (11 апреля 2024 года, № 253) — учитель муниципального бюджетного общеобразовательного учреждения «Средняя общеобразовательная школа № 5 г. Дубны Московской области»[66].
34. Палагин, Дмитрий Юрьевич (11 апреля 2024 года, № 253) — учитель муниципального бюджетного общеобразовательного учреждения «Средняя общеобразовательная школа № 14», город Сергиев Посад Московской области[66].
35. Емелёва, Надежда Александровна (2 мая 2024 года, № 300) — заместитель директора муниципального бюджетного общеобразовательного учреждения «Гимназия № 3» городского округа город Шарья Костромской области[67].
36. Каржаневская, Ольга Васильевна (2 мая 2024 года, № 300) — старший воспитатель муниципального бюджетного дошкольного образовательного учреждения «Детский сад № 18 «Ласточка», Алтайский край[67].
37. Акинин, Андрей Евгеньевич (21 мая 2024 года, № 423) — старший инспектор отдела охраны дирекции авиационной и транспортной безопасности акционерного общества «Международный аэропорт Шереметьево», Московская область[68].
38. Варданян, Нвер Зармик (21 мая 2024 года, № 423) — машинист электровоза эксплуатационного локомотивного депо Карасук Западно-Сибирской дирекции тяги Дирекции тяги — филиала открытого акционерного общества «Российские железные дороги», Новосибирская область[68].
39. Гафаров, Эдуард Валентинович (21 мая 2024 года, № 423) — машинист-инструктор локомотивных бригад участка эксплуатации Егоршино эксплуатационного локомотивного депо Егоршино Свердловской дирекции тяги Дирекции тяги — филиала открытого акционерного общества «Российские железные дороги», Свердловская область[68].
40. Другов, Олег Эрнестович (21 мая 2024 года, № 423) — машинист электропоезда электродепо «Печатники» государственного унитарного предприятия города Москвы «Московский ордена Ленина и ордена Трудового Красного Знамени метрополитен имени В.И.Ленина»[68].
41. Зайцев, Борис Юрьевич (21 мая 2024 года, № 423) — преподаватель кафедры Учебного центра Единого центра организации профессионального обучения и дополнительного образования Корпоративного университета Транспортного комплекса государственного унитарного предприятия города Москвы «Московский ордена Ленина и ордена Трудового Красного Знамени метрополитен имени В.И.Ленина»[68].
42. Зимина, Вера Владимировна (21 мая 2024 года, № 423) — преподаватель кафедры Учебного центра Единого центра организации профессионального обучения и дополнительного образования Корпоративного университета Транспортного комплекса государственного унитарного предприятия города Москвы «Московский ордена Ленина и ордена Трудового Красного Знамени метрополитен имени В.И.Ленина»[68].
43. Косарев, Дмитрий Борисович (21 мая 2024 года, № 423) — аэродромный рабочий дирекции аэродромной акционерного общества «Международный аэропорт Шереметьево», Московская область[68].
44. Малыхин, Виталий Викторович (21 мая 2024 года, № 423) — генеральный директор автономной некоммерческой организации «Центр патриотических проектов «Моя история», Ханты-Мансийский автономный округ — Югра[68].
45. Мельниченко, Евгений Николаевич (21 мая 2024 года, № 423) — машинист электровоза эксплуатационного локомотивного депо Барабинск Западно-Сибирской дирекции тяги Дирекции тяги — филиала открытого акционерного общества «Российские железные дороги», Новосибирская область[68].
46. Михайлов, Олег Геннадьевич (21 мая 2024 года, № 423) — машинист электровоза участка по эксплуатации локомотивов Камышлов эксплуатационного локомотивного депо Камышлов Свердловской дирекции тяги Дирекции тяги — филиала открытого акционерного общества «Российские железные дороги», Свердловская область[68].
47. Могутова, Валентина Геннадьевна (21 мая 2024 года, № 423) — контролёр-кассир вокзала Первоуральск Свердловской региональной дирекции железнодорожных вокзалов Дирекции железнодорожных вокзалов — филиала открытого акционерного общества «Российские железные дороги», Свердловская область[68].
48. Наземнов, Владимир Владимирович (21 мая 2024 года, № 423) — механизатор (докер-механизатор) комплексной бригады на погрузочно-разгрузочных работах Пензенской механизированной дистанции погрузочно-разгрузочных работ и коммерческих операций Куйбышевской дирекции по управлению терминально-складским комплексом Центральной дирекции по управлению терминально-складским комплексом — филиала открытого акционерного общества «Российские железные дороги», Пензенская область[68].
49. Сергеева, Светлана Геннадьевна (21 мая 2024 года, № 423) — начальник станции Службы движения государственного унитарного предприятия города Москвы «Московский ордена Ленина и ордена Трудового Красного Знамени метрополитен имени В.И.Ленина»[68].
50. Столбник, Пётр Алексеевич (21 мая 2024 года, № 423) — бригадир (освобождённый) предприятий железнодорожного транспорта путевой машинной станции № 216 Западно-Сибирской дирекции по ремонту пути Центральной дирекции по ремонту пути — филиала открытого акционерного общества «Российские железные дороги», Новосибирская область[68].
51. Фельдман, Алла Борисовна (21 мая 2024 года, № 423) — учитель муниципального бюджетного общеобразовательного учреждения городского округа Королёв Московской области «Гимназия № 11 с изучением иностранных языков»[68].
52. Храпов, Борис Михайлович (21 мая 2024 года, № 423) — электромонтёр тяговой подстанции дистанции электроснабжения-8 Службы электроснабжения Дирекции инфраструктуры государственного унитарного предприятия города Москвы «Московский ордена Ленина и ордена Трудового Красного Знамени метрополитен имени В.И.Ленина»[68].
53. Чинючин, Юрий Михайлович (21 мая 2024 года, № 423) — профессор кафедры федерального государственного бюджетного образовательного учреждения высшего образования «Московский государственный технический университет гражданской авиации»[68].
54. Шерстюкова, Людмила Анатольевна (21 мая 2024 года, № 423) — заместитель начальника Юго-Восточного учебного центра профессиональных квалификаций Юго-Восточной железной дороги — филиала открытого акционерного общества «Российские железные дороги», Воронежская область[68].
55. Балашов, Владимир Витальевич (29 мая 2024 года, № 444) — старший электромеханик дистанции сигнализации Службы сигнализации, централизации и блокировки Дирекции инфраструктуры государственного унитарного предприятия города Москвы «Московский ордена Ленина и ордена Трудового Красного Знамени метрополитен имени В.И.Ленина»[69].
56. Бозина, Ирина Геннадьевна (29 мая 2024 года, № 444) — директор муниципального бюджетного общеобразовательного учреждения «Лицей № 20», город Междуреченск Кемеровской области — Кузбасса[69].
57. Курышкин, Алексей Борисович (29 мая 2024 года, № 444) — спасатель аварийно-спасательного формирования Службы противопожарного и аварийно-спасательного обеспечения полётов акционерного общества «Международный аэропорт Шереметьево», Московская область[69].
58. Маленьких, Лариса Александровна (29 мая 2024 года, № 444) — начальник участка производства вокзала Челябинск Южно-Уральской региональной дирекции железнодорожных вокзалов Дирекции железнодорожных вокзалов — филиала открытого акционерного общества «Российские железные дороги», Челябинская область[69].
59. Никишина, Лариса Александровна (29 мая 2024 года, № 444) — специалист группы отдела по работе с пассажирами службы организации пассажирских перевозок производственной дирекции акционерного общества «Международный аэропорт «Внуково», город Москва[69].
60. Талаева, Наталия Евгеньевна (29 мая 2024 года, № 444) — учитель муниципального бюджетного общеобразовательного учреждения Новобытовской средней общеобразовательной школы с углублённым изучением отдельных предметов, Московская область[69].
61. Архарова, Наталья Петровна (13 июня 2024 года, № 486) — учитель муниципального автономного общеобразовательного учреждения Наро-Фоминской средней общеобразовательной школы № 3 с углублённым изучением отдельных предметов имени Героя Советского Союза Д.Д.Погодина, Московская область[70].
62. Бабакова, Ирина Викторовна (13 июня 2024 года, № 486) — учитель муниципального бюджетного общеобразовательного учреждения «Средняя школа № 33» города Смоленска[70].
63. Бралгин, Вячеслав Александрович (13 июня 2024 года, № 486) — начальник смены службы технического обслуживания и ремонта компонентов воздушных судов публичного акционерного общества «Аэрофлот — российские авиалинии», город Москва[70].
64. Бухаев, Денислав Эняевич (13 июня 2024 года, № 486) — директор частного общеобразовательного учреждения «Современный гуманитарный лицей», Республика Калмыкия[70].
65. Варламова, Марина Валериевна (13 июня 2024 года, № 486) — ведущий инженер по организации управления производством департамента планирования и управления производственной деятельностью публичного акционерного общества «Аэрофлот — российские авиалинии», город Москва[70].
66. Дурыгина, Галина Анатольевна (13 июня 2024 года, № 486) — диспетчер по организации пассажирских авиационных перевозок департамента наземного обеспечения перевозок публичного акционерного общества «Аэрофлот — российские авиалинии», город Москва[70].
67. Емолкин, Андрей Иванович (13 июня 2024 года, № 486) — заместитель командира летного отряда воздушных судов департамента производства полётов публичного акционерного общества «Аэрофлот — российские авиалинии», город Москва[70].
68. Корнева, Марина Петровна (13 июня 2024 года, № 486) — директор муниципального автономного общеобразовательного учреждения города Новосибирска «Лицей № 176»[70].
69. Куприянов, Игорь Юрьевич (13 июня 2024 года, № 486) — начальник Тульского подразделения Московского учебного центра профессиональных квалификаций Московской железной дороги — филиала открытого акционерного общества «Российские железные дороги», Тульская область[70].
70. Митина, Анна Борисовна (13 июня 2024 года, № 486) — учитель государственного автономного общеобразовательного учреждения Московской области «Королёвский лицей научно-инженерного профиля»[70].
71. Неведрова, Елена Викторовна (13 июня 2024 года, № 486) — директор муниципального бюджетного общеобразовательного учреждения «Гимназия № 12», Кемеровская область — Кузбасс[70].
72. Носова, Надежда Ароновна (13 июня 2024 года, № 486) — заместитель директора государственного бюджетного учреждения дополнительного образования Ненецкого автономного округа «Детская школа искусств»[70].
73. Порохин, Виктор Геннадьевич (13 июня 2024 года, № 486) — врач государственного бюджетного учреждения здравоохранения Архангельской области «Первая городская клиническая больница им. Е.Е.Волосевич»[70].
74. Цериванова, Наталья Евгеньевна (13 июня 2024 года, № 486) — преподаватель учебного отдела учебно-тренировочного центра № 21 дирекции по управлению персоналом акционерного общества «Международный аэропорт «Внуково», город Москва[70].
75. Чернышенко, Елена Геннадьевна (13 июня 2024 года, № 486) — учитель муниципального автономного общеобразовательного учреждения города Новосибирска «Гимназия № 14 - образовательный центр «Универсарий»[70].
76. Черняк, Елена Васильевна (13 июня 2024 года, № 486) — старший методист государственного автономного учреждения дополнительного образования Новосибирской области «Областной центр развития творчества детей и юношества»[70].
77. Шкуратов, Сергей Алексеевич (13 июня 2024 года, № 486) — составитель поездов железнодорожной станции Татарская Новосибирского центра организации работы железнодорожных станций Западно-Сибирской дирекции управления движением Центральной дирекции управления движением — филиала открытого акционерного общества «Российские железные дороги», Новосибирская область[70].
78. Шмаков, Владимир Александрович (13 июня 2024 года, № 486) — машинист электровоза эксплуатационного локомотивного депо Смычка Свердловской дирекции тяги Дирекции тяги — филиала открытого акционерного общества «Российские железные дороги», Свердловская область[70].
79. Юринская, Евгения Ивановна (13 июня 2024 года, № 486) — учитель государственного бюджетного общеобразовательного учреждения Ненецкого автономного округа «Средняя школа № 4 г. Нарьян-Мара с углублённым изучением отдельных предметов»[70].
80. Апанаева, Гюзель Махмудовна (8 июля 2024 года, № 573) — исполняющая обязанности директора, преподаватель федерального государственного бюджетного профессионального образовательного учреждения «Школа-студия (училище) при Государственном академическом ансамбле народного танца имени Игоря Моисеева», город Москва[71].
81. Галкин, Кирилл Александрович (8 июля 2024 года, № 573) — начальник группы службы теплотехнического и санитарно-технического обеспечения технической дирекции акционерного общества «Международный аэропорт «Внуково», город Москва[71].
82. Дьяченко, Елена Сергеевна (8 июля 2024 года, № 573) — начальник отделения департамента обслуживания на борту публичного акционерного общества «Аэрофлот — российские авиалинии», город Москва[71].
83. Ислямова, Галина Сергеевна (8 июля 2024 года, № 573) — заместитель начальника Дирекции железнодорожных вокзалов — филиала открытого акционерного общества «Российские железные дороги», город Москва[71].
84. Камышанский, Сергей Викторович (8 июля 2024 года, № 573) — специалист по сопровождению пассажиров с ограниченными возможностями здоровья Службы организации перевозок пассажиров с ограниченными возможностями здоровья акционерного общества «Международный аэропорт Шереметьево», Московская область[71].
85. Козлова, Ирина Сергеевна (8 июля 2024 года, № 573) — заместитель главного инженера технической дирекции акционерного общества «Международный аэропорт «Внуково», город Москва[71].
86. Муравенко, Дмитрий Борисович (8 июля 2024 года, № 573) — бортпроводник отделения департамента обслуживания на борту публичного акционерного общества «Аэрофлот — российские авиалинии», город Москва[71].
87. Орлов, Юрий Олегович (8 июля 2024 года, № 573) — машинист самоходных транспортных средств (автогрейдера) Дирекции аэродромной акционерного общества «Международный аэропорт Шереметьево», Московская область[71].
88. Трифонова, Екатерина Владимировна (8 июля 2024 года, № 573) — преподаватель учебного отдела учебно-тренировочного центра № 21 дирекции по управлению персоналом акционерного общества «Международный аэропорт «Внуково», город Москва[71].
89. Христорадов, Вячеслав Валерьевич (8 июля 2024 года, № 573) — машинист-инструктор локомотивных бригад эксплуатационного локомотивного депо Оренбург Южно-Уральской дирекции тяги Дирекции тяги — филиала открытого акционерного общества «Российские железные дороги», Оренбургская область[71].
90. Головид, Иван Иванович (22 июля 2024 года, № 615) — заместитель директора государственного бюджетного учреждения Калужской области «Центр постинтернатного сопровождения «Расправь крылья!»[72].
91. Головченко, Николай Николаевич (22 июля 2024 года, № 615) — старший научный сотрудник лаборатории федерального государственного бюджетного образовательного учреждения высшего образования «Алтайский государственный педагогический университет», Алтайский край[72].
92. Витковская, Надежда Моисеевна (29 июля 2024 года, № 629) — ведущий научный сотрудник лаборатории федерального государственного бюджетного образовательного учреждения высшего образования «Иркутский государственный университет»[73].
93. Юсупова, Надия Геннадьевна (29 июля 2024 года, № 629) — президент государственного образовательного учреждения высшего образования Московской области «Государственный гуманитарно-технологический университет»[73].
94. Гусева, Галина Алексеевна (6 августа 2024 года, № 669) — главный специалист отдела филиала Северо-западный экономической службы государственного унитарного предприятия города Москвы «Мосгортранс»[74].
95. Родионова, Екатерина Владимировна (6 августа 2024 года, № 669) — заместитель начальника службы кадров государственного унитарного предприятия города Москвы «Мосгортранс»[74].
96. Рыбкина, Мария Владимировна (6 августа 2024 года, № 669) — начальник службы внешних коммуникаций государственного унитарного предприятия города Москвы «Мосгортранс»[74].
97. Стройков, Юрий Евгеньевич (6 августа 2024 года, № 669) — осмотрщик-ремонтник вагонов эксплуатационного вагонного депо Пенза Куйбышевской дирекции инфраструктуры Центральной дирекции инфраструктуры — филиала открытого акционерного общества «Российские железные дороги», Пензенская область[74].
98. Усова, Лилия Леонидовна (6 августа 2024 года, № 669) — начальник железнодорожного вокзала Чапаевск Куйбышевской региональной дирекции железнодорожных вокзалов Дирекции железнодорожных вокзалов — филиала открытого акционерного общества «Российские железные дороги», Самарская область[74].
99. Киященко, Наталья Александровна (17 августа 2024 года, № 701) — преподаватель структурного подразделения среднего профессионального образования «Тайгинский техникум железнодорожного транспорта» Тайгинского института железнодорожного транспорта - филиала федерального государственного бюджетного образовательного учреждения высшего образования «Омский государственный университет путей сообщения», Кемеровская область — Кузбасс[75].
100. Коноплёв, Виктор Михайлович (17 августа 2024 года, № 701) — водитель автобуса — инструктор автоколонны филиала государственного унитарного предприятия города Москвы «Мосгортранс»[75].
101. Крашенников, Владимир Михайлович  (17 августа 2024 года, № 701) — бригадир (освобождённый) по текущему содержанию и ремонту пути и искусственных сооружений Шахунской дистанции пути Горьковской дирекции инфраструктуры Центральной дирекции инфраструктуры — филиала открытого акционерного общества «Российские железные дороги», Нижегородская область[75].
102. Куликовская, Светлана Васильевна (17 августа 2024 года, № 701) — заместитель главного бухгалтера главной бухгалтерии государственного унитарного предприятия города Москвы «Мосгортранс»[75].
103. Ткачук, Борис Иосифович (17 августа 2024 года, № 701) — первый заместитель генерального директора государственного унитарного предприятия города Москвы «Мосгортранс»[75].
104. Аронова, Нина Зиновьевна (6 сентября 2024 года, № 745) — профессор кафедры федерального государственного бюджетного образовательного учреждения высшего образования «Петрозаводская государственная консерватория имени А.К.Глазунова», Республика Карелия[76].
105. Артемьева, Нина Васильевна (6 сентября 2024 года, № 745) — учитель муниципального автономного общеобразовательного учреждения города Калининграда средней общеобразовательной школы № 50[76].
106. Афанасьева, Ольга Викторовна (6 сентября 2024 года, № 745) — учитель муниципального бюджетного общеобразовательного учреждения «Средняя общеобразовательная школа № 6», город Мытищи Московской области[76].
107. Василенко, Галина Николаевна (6 сентября 2024 года, № 745) — методист автономной некоммерческой общеобразовательной организации «Областная гимназия им. Е.М.Примакова», Московская область[76].
108. Выучейская, Мария Михайловна (6 сентября 2024 года, № 745) — воспитатель государственного бюджетного дошкольного образовательного учреждения Ненецкого автономного округа «Детский сад п. Нельмин-Нос»[76].
109. Ионов, Сергей Викторович (6 сентября 2024 года, № 745) — учитель муниципального бюджетного общеобразовательного учреждения «Оболенская средняя общеобразовательная школа», Московская область[76].
110. Кузнецова, Елена Владимировна (6 сентября 2024 года, № 745) — воспитатель муниципального автономного дошкольного образовательного учреждения города Калининграда детского сада № 78[76].
111. Кузнецова, Ольга Владимировна (6 сентября 2024 года, № 745) — учитель муниципального общеобразовательного учреждения «Дмитровская гимназия «Логос», Московская область[76].
112. Малышкина, Елена Михайловна (6 сентября 2024 года, № 745) — учитель муниципального автономного общеобразовательного учреждения города Калининграда средней общеобразовательной школы № 56[76].
113. Новикова, Ирина Владимировна (6 сентября 2024 года, № 745) — директор муниципального бюджетного общеобразовательного учреждения «Средняя школа № 40» города Смоленска[76].
114. Ок Дон Хи (6 сентября 2024 года, № 745) — заместитель директора муниципального автономного общеобразовательного учреждения средней общеобразовательной школы № 32 города Южно-Сахалинска, Сахалинская область[76].
115. Филатова, Татьяна Александровна (6 сентября 2024 года, № 745) — старший воспитатель муниципального автономного дошкольного образовательного учреждения города Костромы «Детский сад № 8»[76].
116. Арехин, Иван Иванович (26 сентября 2024 года, № 816) — водитель автобуса автоколонны № 2 филиала Центральный государственного унитарного предприятия города Москвы «Мосгортранс»[77].
117. Ашихмина, Юлия Петровна (26 сентября 2024 года, № 816) — заведующая отделением государственного автономного профессионального образовательного учреждения «Кузбасский техникум архитектуры, геодезии и строительства», Кемеровская область — Кузбасс[77].
118. Бобров, Евгений Дмитриевич (26 сентября 2024 года, № 816) — начальник смены участка акционерного общества «Апатит», Вологодская область[77].
119. Герасимчук, Александр Владимирович (26 сентября 2024 года, № 816) — начальник Кулундинского подразделения Западно-Сибирского учебного центра профессиональных квалификаций Западно-Сибирской железной дороги — филиала открытого акционерного общества «Российские железные дороги», Алтайский край[77].
120. Деймунд, Елена Анатольевна (26 сентября 2024 года, № 816) — учитель муниципального бюджетного общеобразовательного учреждения Чановской средней школы № 1 Чановского района Новосибирской области[77].
121. Коваль, Светлана Николаевна (26 сентября 2024 года, № 816) — учитель муниципального бюджетного общеобразовательного учреждения города Новосибирска «Средняя общеобразовательная школа № 119»[77].
122. Нечаева, Ирина Александровна (26 сентября 2024 года, № 816) — заведующая методическим кабинетом Управления образования администрации муниципального образования «Балтийский городской округ» Калининградской области[77].
123. Смирнягина, Лариса Александровна (26 сентября 2024 года, № 816) — старший воспитатель муниципального автономного дошкольного образовательного учреждения города Новосибирска «Детский сад № 421 имени Сергея Николаевича Ровбеля»[77].
124. Сотникова, Ольга Владимировна (26 сентября 2024 года, № 816) — учитель муниципального бюджетного общеобразовательного учреждения Чановской средней школы № 2 Чановского района Новосибирской области[77].
125. Тесленко, Алексей Николаевич (26 сентября 2024 года, № 816) — старший электромеханик Каменской дистанции сигнализации, централизации и блокировки Западно-Сибирской дирекции инфраструктуры Центральной дирекции инфраструктуры — филиала открытого акционерного общества «Российские железные дороги», Алтайский край[77].
126. Федько, Ольга Сергеевна (26 сентября 2024 года, № 816) — инженер кафедры федерального государственного автономного образовательного учреждения высшего образования «Московский физико-технический институт (национальный исследовательский университет)»[77].
127. Флеенко, Анжела Владимировна (26 сентября 2024 года, № 816) — главный специалист управления образования администрации Чановского района Новосибирской области[77].
128. Чабан, Андрей Александрович (26 сентября 2024 года, № 816) — начальник участка производства дистанции инженерных сооружений Западно-Сибирской дирекции инфраструктуры Центральной дирекции инфраструктуры - филиала открытого акционерного общества «Российские железные дороги», Алтайский край[77].
129. Щукина, Галина Евгеньевна (26 сентября 2024 года, № 816) — старший методист краевого государственного бюджетного учреждения дополнительного образования «Алтайский краевой дворец творчества детей и молодёжи»[77].
130. Арнст, Елена Анатольевна (4 октября 2024 года, № 853) — преподаватель государственного профессионального образовательного учреждения «Новокузнецкий педагогический колледж», Кемеровская область — Кузбасс[78].
131. Рождественская, Нателла Николаевна (4 октября 2024 года, № 853) — методист муниципального образовательного учреждения «Гимназия № 17 Ворошиловского района Волгограда»[78].
132. Тарабыкина, Татьяна Владимировна (4 октября 2024 года, № 853) — заместитель директора областного государственного бюджетного профессионального образовательного учреждения Тейковского многопрофильного колледжа, Ивановская область[78].
133. Белова, Зоя Владимировна (21 ноября 2024 года, № 993) — учитель муниципального казённого общеобразовательного учреждения Островского муниципального округа Костромской области «Островская средняя общеобразовательная школа»[79].
134. Болотникова, Светлана Николаевна (21 ноября 2024 года, № 993) — дежурный по залу железнодорожного вокзала Самара Куйбышевской региональной дирекции железнодорожных вокзалов Дирекции железнодорожных вокзалов — филиала открытого акционерного общества «Российские железные дороги», Самарская область[79].
135. Виноградова, Юлия Владимировну (21 ноября 2024 года, № 993) — директор департамента федерального государственного автономного образовательного учреждения высшего образования «Казанский (Приволжский) федеральный университет», Республика Татарстан[79].
136. Гуда, Александр Николаевич (21 ноября 2024 года, № 993) — проректор по научной работе федерального государственного бюджетного образовательного учреждения высшего образования «Ростовский государственный университет путей сообщения», Ростовская область[79].
137. Зеленин, Александр Акимович (21 ноября 2024 года, № 993) — преподаватель областного государственного бюджетного профессионального образовательного учреждения «Костромской политехнический колледж»[79].
138. Кудряшова, Елена Николаевна (21 ноября 2024 года, № 993) — учитель муниципального бюджетного общеобразовательного учреждения средней общеобразовательной школы № 3 Мантуровского муниципального округа Костромской области[79].
139. Неумывакин, Виктор Сергеевич  (21 ноября 2024 года, № 993) — директор Департамента государственной политики в сфере среднего профессионального образования и профессионального обучения Министерства просвещения Российской Федерации[79].
140. Сапова, Татьяна Павловна (21 ноября 2024 года, № 993) — ведущий государственного судебного эксперта отдела федерального бюджетного учреждения Волгоградской лаборатории судебной экспертизы Министерства юстиции Российской Федерации[79].
141. Шипилов, Геннадий Алексеевич (21 ноября 2024 года, № 993) — начальник отдела федерального государственного бюджетного учреждения «Липецкая лаборатория судебной экспертизы Министерства юстиции Российской Федерации»[79].
142. Савиных, Надежда Ивановна (8 декабря 2024 года, № 1037) — учитель муниципального бюджетного общеобразовательного учреждения гимназии имени П. И. Чалова станицы Темиргоевской, Краснодарский край[80].
143. Анненкова, Ирина Даниловна (8 декабря 2024 года, № 1037) — доцент кафедры федерального государственного бюджетного образовательного учреждения высшего образования «Санкт-Петербургский государственный педиатрический медицинский университет»[80].
144. Рыгина, Надежда Николаевна (20 декабря 2024 года, № 1089) — преподаватель государственного профессионального образовательного учреждения Ярославской области Угличского индустриально-педагогического колледжа[81].
145. Ефремова, Ирина Александровна  (20 декабря 2024 года, № 1089) — старший воспитатель муниципального бюджетного дошкольного образовательного учреждения Ирбинского детского сада № 2 «Теремок» комбинированного вида, Красноярский край[81].
146. Зайцев, Олег Абрамович (20 декабря 2024 года, № 1089) — заместитель председателя Хакасского регионального отделения ветеранов войны и военной службы Общероссийской общественной организации ветеранов «Российский союз ветеранов»[81].
147. Киселёва, Светлана Павловна (20 декабря 2024 года, № 1089) — старший воспитатель муниципального каменного дошкольного образовательного учреждения детского сада № 10 «Солнышко» города Приволжска Ивановской области[81].
148. Лободина, Наталья Викторовна (20 декабря 2024 года, № 1089) — учитель муниципального общеобразовательного учреждения «Средняя школа № 103 Советского района Волгограда»[81].
149. Сычёва, Людмила Петровна (20 декабря 2024 года, № 1089) — учитель муниципального бюджетного общеобразовательного учреждения «Агинская средняя общеобртзовательная школа № 1 имени Героя Советского Союза Сергея Андреевича Шилова», Красноярский край[81].
150. Таланов, Сергей Львович (20 декабря 2024 года, № 1089) — доцент кафедры федерального государственного бюджетного образовательного учреждения высшего образования «Ярославский государственный педагогический университет им. К. Д. Ушинского»[81].
151. Фокина, Оксана Анатольевна (20 декабря 2024 года, № 1089) — учитель муниципального автономного общеобразовательного учреждения «Средняя общеобразовательная школа № 2 имени Героя Советского Союза Г. Я. Борисенко» города Назарово Красноярского края[81].
152. Цохурова, Нина Убушаевна (20 декабря 2024 года, № 1089) — учитель муниципального бюджетного общеобразовательного учреждения «Ики-Бурульская средняя общеобразовательная школа им. А. Пюрбеева», Республика Калмыкия[81].
153. Свитич, Луиза Григорьевна (28 декабря 2024 года, № 1121) — ведущий научный сотрудник федерального государственного бюджетного образовательного учреждения высшего образования «Московский государственный университет имени М. В. Ломоносова»[82].
154. Слизский, Игорь Фёдорович (28 декабря 2024 года, № 1121) — механик-наставник представительства федерального государственного унитарного предприятия атомного флота в городе Санкт-Петербурге[82].
155. Шестернин, Анатолий Игоревич (28 декабря 2024 года, № 1121) — заместитель начальника управления — главного инженера управления подготовки нефти, газа и поддержания пластового давления общества с ограниченной ответственностью «Славнефть-Красноярскнефтегаз», Красноярский край[82].

### 2025 год (59 человек)
1. Малкин, Борис Залманович (24 января 2025 года, № 40) — профессор-консультант кафедры Института физики федерального государственного автономного образовательного учреждения высшего образования «Казанский (Приволжский) федеральный университет», Республика Татарстан[83].
2. Олесова, Валентина Николаевна (24 января 2025 года, № 40)— первый проректор Медико-биологического университета инноваций и непрерывного образования федерального государственного бюджетного учреждения «Государственный научный центр Российской Федерации Федеральный медицинский биофизический центр имени А. И. Бурназяна», город Москва[83].
3. Сундуров, Фёдор Романович (24 января 2025 года, № 40) — профессор кафедры федерального государственного автономного образовательного учреждения высшего образования «Казанский (Приволжский) федеральный университет», Республика Татарстан[83].
4. Бержанова, Айгуль Балтабаевна (1 февраля 2025 года, № 51) — заместитель директора бюджетного общеобразовательного учреждения города Омска «Средняя общеобразовательная школа № 119»[84].
5. Лариошкина, Евдокия Валерьевна (1 февраля 2025 года, № 51) — учитель муниципального бюджетного общеобразовательного учреждения «Ермаковская средняя школа № 1», Красноярский край[84].
6. Левенко, Ольга Евгеньевна (1 февраля 2025 года, № 51) — учитель бюджетного общеобразовательного учреждения города Омска «Лицей № 64»[84].
7. Hовак, Елена Николаевна (1 февраля 2025 года, № 51) — учитель бюджетного общеобразовательного учреждения города Омска «Средняя общеобразовательная школа № 24»[84].
8. Степанова, Светлана Геннадьевна (1 февраля 2025 года, № 51) — воспитатель муниципального бюджетного дошкольного образовательного учреждения «Детский сад № 23 «Золотой петушок», Красноярский край[84].
9. Филиппова, Татьяна Геннадьевна (1 февраля 2025 года, № 51) — учитель государственного бюджетного общеобразовательного учреждения Ненецкого автономного округа «Средняя школа № 2 г. Нарьян-Мара с углублённым изучением отдельных предметов»[84].
10. Исущенко, Эльвира Альбертовна (10 февраля 2025 года, № 76) — начальник отдела федерального бюджетного учреждения Красноярской лаборатории судебной экспертизы Министерства юстиции Российской Федерации[85].
11. Прохоров, Михаил Анатольевич (10 февраля 2025 года, № 76) — машинист-инструктор локомотивных бригад эксплуатационного локомотивного депо Зима Восточно-Сибирской дирекции тяги Дирекции тяги — филиала открытого акционерного общества «Российские железные дороги», Иркутская область[85].
12. Cемёнов, Владимир Ильич (10 февраля 2025 года, № 76) — главный инженер Западно-Сибирской дирекции по ремонту пути Центральной дирекции по ремонту пути — филиала открытого акционерного общества «Российские железные дороги», Новосибирская область[85].
13. Cемёнова, Нина Филипповна (10 февраля 2025 года, № 76) — заведующая кафедрой федерального государственного бюджетного образовательного учреждения высшего образования «Хабаровский государственный институт культуры»[85].
14. Хохловкин, Александр Александрович (10 февраля 2025 года, № 76) — машинист электропоезда моторвагонного депо Свердловск Свердловской дирекции моторвагонного подвижного состава Центральной дирекции моторвагонного подвижного состава — филиала открытого акционерного общества «Российские железные дороги», Свердловская область[85].
15. Савенок, Татьяна Николаевна (3 марта 2025 года, № 112) — учитель муниципального бюджетного общеобразовательного учреждения «Богословская средняя общеобразовательная школа Омского муниципального района Омской области»[86].
16. Сидорова, Марина Юрьевна (3 марта 2025 года, № 112) — учитель муниципального бюджетного общеобразовательного учреждения «Абалаковская средняя общеобразовательная школа № 1», Красноярский край[86].
17. Тулько, Татьяна Дмитриевна (3 марта 2025 года, № 112) — преподаватель государственного профессионального образовательного учреждения «Сыктывкарский политехнический техникум», Республика Коми[86].
18. Фадеева, Валентина Анатольевна (3 марта 2025 года, № 112) — заместитель директора муниципального бюджетного общеобразовательного учреждения «Кейзесская средняя школа» Седельниковского муниципального района Омской области[86].
19. Батулин, Денис Борисович (25 марта 2025 года, № 163) — начальник отдела федерального бюджетного учреждения Челябинской лаборатории судебной экспертизы Министерства юстиции Российской Федерации[87].
20. Воздвиженский, Сергей Эрландович  (25 марта 2025 года, № 163) — старший методист муниципального бюджетного образовательного учреждения дополнительного образования Петрозаводского городского округа «Детско-юношеский центр», Республика Карелия[87].
21. Кальщиков, Олег Александрович (25 марта 2025 года, № 163) — машинист электропоезда моторвагонного депо Нижний Тагил Свердловской дирекции моторвагонного подвижного состава Центральной дирекции моторвагонного подвижного состава — филиала открытого акционерного общества «Российские железные дороги», Свердловская область[87].
22. Камко, Евгений Степанович (25 марта 2025 года, № 163) — механизатор (докера-механизатор) комплексной бригады на погрузочно-разгрузочных работах Барнаульской механизированной дистанции погрузочно- разгрузочных работ и коммерческих операций Западно-Сибирской дирекции по управлению терминально-складским комплексом Центральной дирекции по управлению терминально-складским комплексом — филиала открытого акционерного общества «Российские железные дороги», Алтайский край[87].
23. Сиргалин, Ражап Ишбулдович (25 марта 2025 года, № 163) — слесарь общества с ограниченной ответственностью «Теплосеть», Республика Башкортостан[87].
24. Цуканова, Зоя Юрьевна  (25 марта 2025 года, № 163) — заведующая отделением государственного автономного учреждения здравоохранения Калужской области «Калужская областная клиническая стоматологическая поликлиника»[87].
25. Зюзина, Александр Георгиевич (25 марта 2025 года, № 163) — директор муниципального бюджетного общеобразовательного учреждения города Костромы «Средняя общеобразовательная школа № 30»[87].
26. Коликова, Александра Ивановна (25 марта 2025 года, № 163) — учитель муниципального бюджетного общеобразовательного учреждения «Школа № 22», Рязанская область[87].
27. Степанова, Светлана Константиновна  (25 марта 2025 года, № 163), Пензенская область[87].
28. Tимкина, Татьяна Михайловна (25 марта 2025 года, № 163) — ветеран региональной общественной организации Всероссийской общественной организации ветеранов (пенсионеров) войны, труда, Вооружённых Сил и правоохранительных органов по Омской области[87].
29. Кутявин, Михаил Юрьевич (25 марта 2025 года, № 170) — диспетчер маневрового железнодорожной станции Чусовская Пермского центра организации работы железнодорожных станций Свердловской дирекции управления движением Центральной дирекции управления движением — филиала открытого акционерного общества «Российские железные дороги», Пермский край[88].
30. Ярлыков, Роман Валентинович (25 марта 2025 года, № 170) — мастер участка производства Ярославского участка пассажирских обустройств Северной дирекции пассажирских обустройств Центральной дирекции пассажирских обустройств — филиала открытого акционерного общества «Российские железные дороги», Ярославская область[88].
31. Тесля, Иван Владимирович (16 апреля 2025 года, № 226) — учитель муниципального автономного общеобразовательного учреждения Овсянковской средней общеобразовательной школы Зейского муниципального округа Амурской области[89].
32. Аджиева, Анжелика Анджаевна (23 апреля 2025 года, № 260) — учитель муниципального бюджетного общеобразовательного учреждения «Ики-Бурульская средняя общеобразовательная школа им. А. Пюрбеева», Республика Калмыкия[90].
33. Синицына, Мария Николаевна (23 апреля 2025 года, № 260) — заместитель начальника отдела Управления Министерства юстиции Российской Федерации по Забайкальскому краю[90].
34. Чистяков, Андрей Николаевич (23 апреля 2025 года, № 260) — инструктор производственного обучения акционерного общества «Апатит», Вологодская область[90].
35. Хисматуллина, Нурия Рустамовна (5 мая 2025 года, № 279) — заместитель заведующего муниципального бюджетного дошкольного образовательного учреждения «Детский сад № 7 «Семицветик», Калининградская область[91].
36. Васильев, Александр Юрьевич (16 июня 2025 года, № 399) — профессор кафедры Научно-образовательного института стоматологии имени А. И. Евдокимова федерального государственного бюджетного образовательного учреждения высшего образования «Российский университет медицины», город Москва[92].
37. Боровик, Александр Михайлович (16 июня 2025 года, № 399) — начальник отдела федерального государственного бюджетного образовательного учреждения «Международный детский центр «Артек»,  Республика Крым[92].
38. Дунаева, Елена Николаевна (16 июня 2025 года, № 399) — педагог дополнительного образования федерального государственного бюджетного образовательного учреждения «Международный детский центр «Артек», Республика Крым[92].
39. Алимова, Валентина Емельяновна (16 июня 2025 года, № 399) — учитель школы федерального государственного бюджетного образовательного учреждения «Международный детский центр «Артек», Республика Крым[92].
40. Кобильченко, Сергей Анатольевич (16 июня 2025 года, № 399) — руководитель программы смены федерального государственного бюджетного  образовательного учреждения «Международный детский центр «Артек», Республика Крым[92].
41. Кочетыгов, Анатолий  Николаевич (16 июня 2025 года, № 399) —  начальник отдела федерального государственного бюджетного образовательного  учреждения «Международный детский центр «Артек», Республика Крым[92].
42. Кравченко,  Юрий Николаевич  (16 июня 2025 года, № 399) — руководитель программы смены федерального государственного бюджетного образовательного учреждения «Международный детский центр «Артек», Республика Крым[92].
43. Царькова, Наталья Николаевна (16 июня 2025 года, № 399) — директор школы федерального государственного бюджетного образовательного учреждения «Международный детский центр «Артек», Республика Крым[92].
44. Астахов, Олег Викторович (24 июня 2025 года, № 409) — машинист-инструктор локомотивных бригад эксплуатационного локомотивного депо Ожерелье-Сортировочное Московской дирекции тяги Дирекции тяги — филиала открытого акционерного общества «Российские железные дороги», Московская область[93].
45. Дзюба, Татьяна Ивановна (24 июня 2025 года, № 409) — заместитель директора по учебной работе Амурского института железнодорожного транспорта — филиала федерального государственного бюджетного образовательного учреждения высшего образования «Дальневосточный государственный университет путей сообщения» в городе Свободном, Амурская область[93].
46. Пекарчик, Виктор Иванович (24 июня 2025 года, № 409) — слесарь аварийно-восстановительных работ Алтайского территориального участка Западно-Сибирской дирекции по тепловодоснабжению Центральной дирекции по тепловодоснабжению — филиала открытого акционерного общества «Российские железные дороги», Алтайский край[93].
47. Стрекаловская, Зоя Михайловна (24 июня 2025 года, № 409) — специалист по охране труда Кировского производственного участка Горьковской дирекции по управлению терминально-складским комплексом Центральной дирекции по управлению терминально-складским комплексом — филиала открытого акционерного общества «Российские железные дороги», Кировская область[93].
48. Червякова, Любовь Геннадьевна (24 июня 2025 года, № 409) — приёмосдатчик груза и багажа железнодорожной станции Бузулук Оренбургского центра организации работы железнодорожных станций Южно-Уральской дирекции управления движением Центральной дирекции управления движением — филиала открытого акционерного общества «Российские железные дороги», Оренбургская область[93].
49. Давыдова, Ирина Владимировна (31 июля 2025 года, № 529) — директор муниципального бюджетного образовательного учреждения дополнительного профессионального образования «Научно-методический центр», город Кемерово[94].
50. Ишмурова, Венера Абдулбариевна (31 июля 2025 года, № 529) — начальник смены цеха филиала «Азот» акционерного общества «Объединённая химическая компания «УРАЛХИМ» в городе Березники, Пермский край[94].
51. Качалин, Анатолий Михайлович (31 июля 2025 года, № 529) — директор ресурсного Центра научных исследований и инновационных технологий федерального государственного бюджетного образовательного учреждения высшего образования «Московский авиационный институт (национальный исследовательский университет)»[94].
52. Криворучко, Алла Владимировна (31 июля 2025 года, № 529) — социальный педагог муниципального бюджетного общеобразовательного учреждения Гимназии, город Новый Уренгой Ямало-Ненецкого автономного округа[94].
53. Пальмин, Валерий Владимирович (31 июля 2025 года, № 529) — машинист-инструктор локомотивных бригад акционерного общества «Ямальская железнодорожная компания», Ямало-Ненецкий автономный округ[94].
54. Туснина, Ольга Александровна (31 июля 2025 года, № 529) — учитель муниципального автономного общеобразовательного учреждения «Средняя общеобразовательная школа № 37» города Перми[94].
55. Фельдман, Леонида Абрамович (31 июля 2025 года, № 529) — советник генерального директора акционерного общества «Красноярскнефтепродукт», Красноярский край[94].
56. Климова, Екатерина Вячеславовна (6 августа 2025 года, № 548) — дежурная по железнодорожной станции Входная Западно-Сибирской дирекции управления движением Центральной дирекции управления движением — филиала открытого акционерного общества «Российские железные дороги», Омская область[95].
57. Ларионов, Павел Евгеньевич (6 августа 2025 года, № 548) — столяр строительного Смоленской дистанции гражданских сооружений Московской дирекции по эксплуатации зданий и сооружений Московской железной дороги — филиала открытого акционерного общества «Российские железные дороги», Смоленская область[95].
58. Скобелкин, Владимир Николаевич (6 августа 2025 года, № 548) — машинист электровоза эксплуатационного локомотивного депо Россошь Юго-Восточной дирекции тяги Дирекции тяги — филиала открытого акционерного общества «Российские железные дороги», Воронежская область[95].
59. Cупрун, Владимир Николаевич (6 августа 2025 года, № 548) — член президиума Центрального совета Общероссийской общественной организации «Организация ветеранов (пенсионеров) войны и труда железнодорожного транспорта России», город Москва[95].